# Thomas van Perche
Thomas van Perche (?, 1195 - Lincoln, 20 mei 1217) was een zoon van Godfried III van Perche en van Mathilde van Saksen. Hij volgde zijn vader in 1202 op als graaf van Perche en stond tijdens zijn minderjarigheid onder het regentschap van zijn moeder, die hertrouwd was met Enguerrand III van Coucy. Thomas nam deel aan de slag bij Bouvines in 1214. Thomas overleed in 1217 bij de belegering van Lincoln door de Fransen, in een poging om de latere Lodewijk VIII van Frankrijk tot koning van Engeland uit te roepen. Thomas was gehuwd met Helissende, dochter van Hugo II van Rethel, maar hij stierf zonder kinderen en zijn oom Willem volgde hem op.

## Voorouders
| Voorouders van Thomas van Perche (1195-1217) | Voorouders van Thomas van Perche (1195-1217)                          | Voorouders van Thomas van Perche (1195-1217)                          | Voorouders van Thomas van Perche (1195-1217)                                    | Voorouders van Thomas van Perche (1195-1217)                                    | Voorouders van Thomas van Perche (1195-1217)                       | Voorouders van Thomas van Perche (1195-1217)                       | Voorouders van Thomas van Perche (1195-1217)                             | Voorouders van Thomas van Perche (1195-1217)                             |
| -------------------------------------------- | --------------------------------------------------------------------- | --------------------------------------------------------------------- | ------------------------------------------------------------------------------- | ------------------------------------------------------------------------------- | ------------------------------------------------------------------ | ------------------------------------------------------------------ | ------------------------------------------------------------------------ | ------------------------------------------------------------------------ |
| Overgrootouders                              | Rotrud III van Perche (-1144) ∞ Hawise van Salisbury. (-)             | Rotrud III van Perche (-1144) ∞ Hawise van Salisbury. (-)             | Theobald IV van Blois (1190-1152) ∞ Mathilde van Sponheim-Karinthië (1205-1241) | Theobald IV van Blois (1190-1152) ∞ Mathilde van Sponheim-Karinthië (1205-1241) | Hendrik de Trotse (1108-1139) ∞ Gertrude van Saksen (1115-1143)    | Hendrik de Trotse (1108-1139) ∞ Gertrude van Saksen (1115-1143)    | Hendrik II van Engeland (1133-1189) ∞ Eleonora van Aquitanië (1122-1204) | Hendrik II van Engeland (1133-1189) ∞ Eleonora van Aquitanië (1122-1204) |
| Grootouders                                  | Rotrud IV van Perche (1135-1191) ∞ Mathilde van Champagne (1115-1143) | Rotrud IV van Perche (1135-1191) ∞ Mathilde van Champagne (1115-1143) | Rotrud IV van Perche (1135-1191) ∞ Mathilde van Champagne (1115-1143)           | Rotrud IV van Perche (1135-1191) ∞ Mathilde van Champagne (1115-1143)           | Hendrik de Leeuw (1129/30-1195) ∞ Mathilde Plantagenet (1156-1189) | Hendrik de Leeuw (1129/30-1195) ∞ Mathilde Plantagenet (1156-1189) | Hendrik de Leeuw (1129/30-1195) ∞ Mathilde Plantagenet (1156-1189)       | Hendrik de Leeuw (1129/30-1195) ∞ Mathilde Plantagenet (1156-1189)       |
| Ouders                                       | Godfried III van Perche (-1202) ∞ Mathilde van Saksen (1156-1189)     | Godfried III van Perche (-1202) ∞ Mathilde van Saksen (1156-1189)     | Godfried III van Perche (-1202) ∞ Mathilde van Saksen (1156-1189)               | Godfried III van Perche (-1202) ∞ Mathilde van Saksen (1156-1189)               | Godfried III van Perche (-1202) ∞ Mathilde van Saksen (1156-1189)  | Godfried III van Perche (-1202) ∞ Mathilde van Saksen (1156-1189)  | Godfried III van Perche (-1202) ∞ Mathilde van Saksen (1156-1189)        | Godfried III van Perche (-1202) ∞ Mathilde van Saksen (1156-1189)        |